# District historique de St. Augustine Town Plan
Le district historique de St. Augustine Town Plan – ou St. Augustine Town Plan Historic District en anglais – est un district historique américain situé dans le centre-ville de Saint Augustine, en Floride. Il est inscrit au Registre national des lieux historiques et même classé National Historic Landmark depuis le 1er avril 1970.